# 四十宮正男
四十宮 正男（よそみや まさお、1934年10月9日 - 2023年4月16日）は、日本の経営者。兼松社長を務めた。

## 経歴
東京都出身。1959年に東京大学経済学部を卒業し、同年に兼松に入社。1975年6月に取締役に就任し、常務、専務を経て、1993年6月に副社長に就任し、1994年6月に社長に昇格。1999年6月に業績低迷の責任を取り、相談役に退く。大王製紙監査役も務めた。
2023年4月16日、肺がんのため死去。88歳没。